# 拓跋猛
拓跋 猛（たくばつ もう、生年不詳 - 489年）は、北魏の皇族。安豊匡王。字は季烈。

## 経歴
文成帝と悦夫人の子として生まれた。481年（太和5年）6月、安豊王に封じられ、侍中の位を加えられた。和龍鎮都大将・営州刺史として出向した。488年（太和12年）12月、開府儀同三司の位を受けた。489年（太和13年）11月、営州で死去した。太尉の位を追贈された。諡は匡といった。
子に元延明があった。

## 伝記資料
- 『魏書』巻20 列伝第8
- 『北史』巻19 列伝第7